# Fylkesväg 86
Fylkesväg 86 (norska: Fylkesvei 86) är en primär fylkesväg i Troms fylke i norra Norge som går mellan Europaväg 6 vid tätorten Andselv i Målselvs kommun och byn Torsken i Senja kommun. Den passerar genom kommunerna Målselv, Sørreisa och Senja.
Vägen är 107,6 kilometer lång och asfalterad. Den passerar bland annat genom tätorterna Sørreisa, Finnsnes, Silsand och Gryllefjord.
Sträckan mellan Straumsbotn och Gryllefjord har status som nationell turistväg (Senja).

## Anslutningar
Fylkesväg 86 ansluter till:
- Europaväg 6 (vid Andselv)
- Fylkesväg 84 (vid Sørreisa)
- Fylkesväg 855 (vid Finnfjordbotn)
- Fylkesväg 861 (vid Silsand)
- Fylkesväg 862 (vid Straumsbotn)

## Bilder

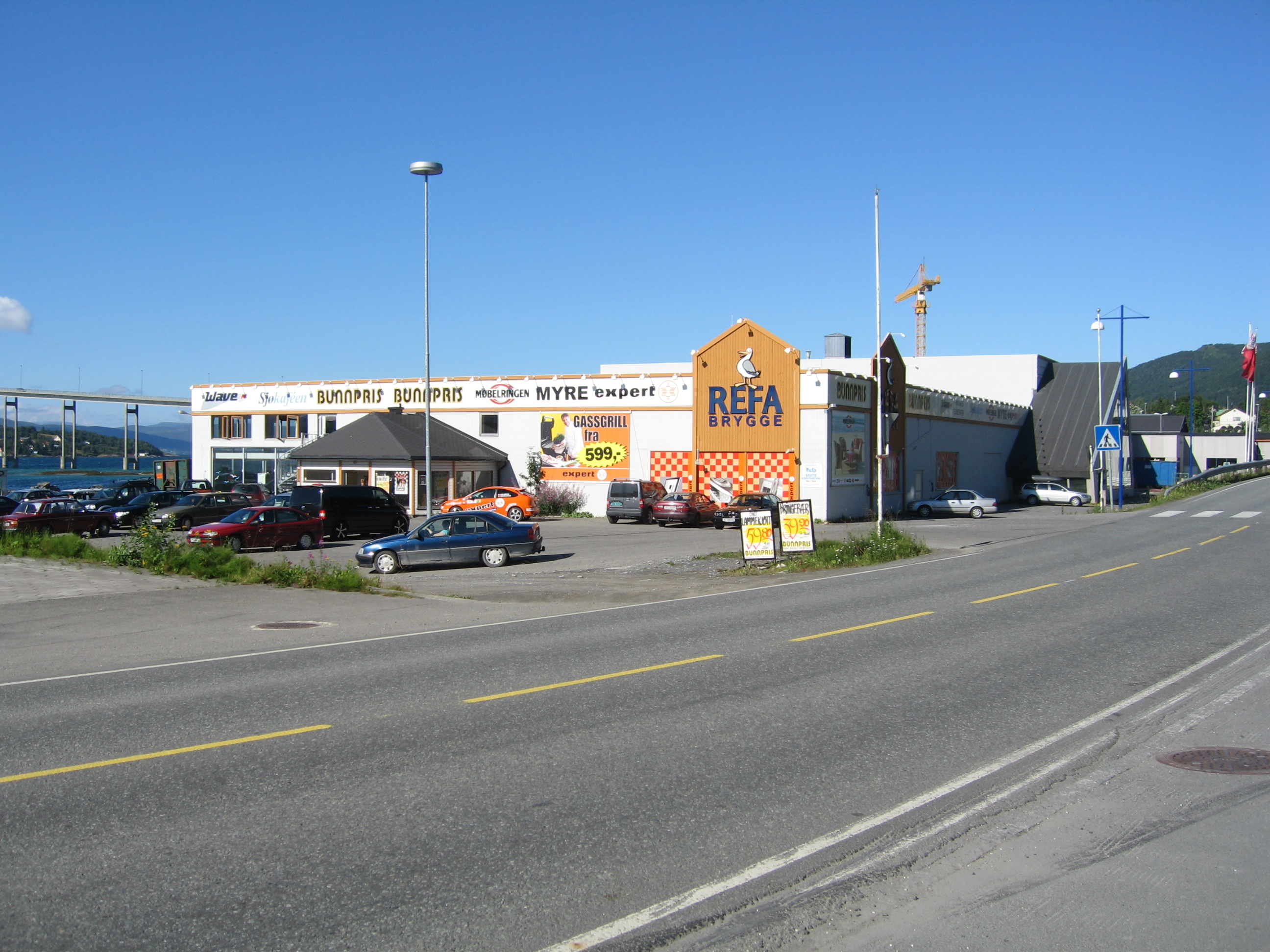
Fylkesväg 86 i Finnsnes.
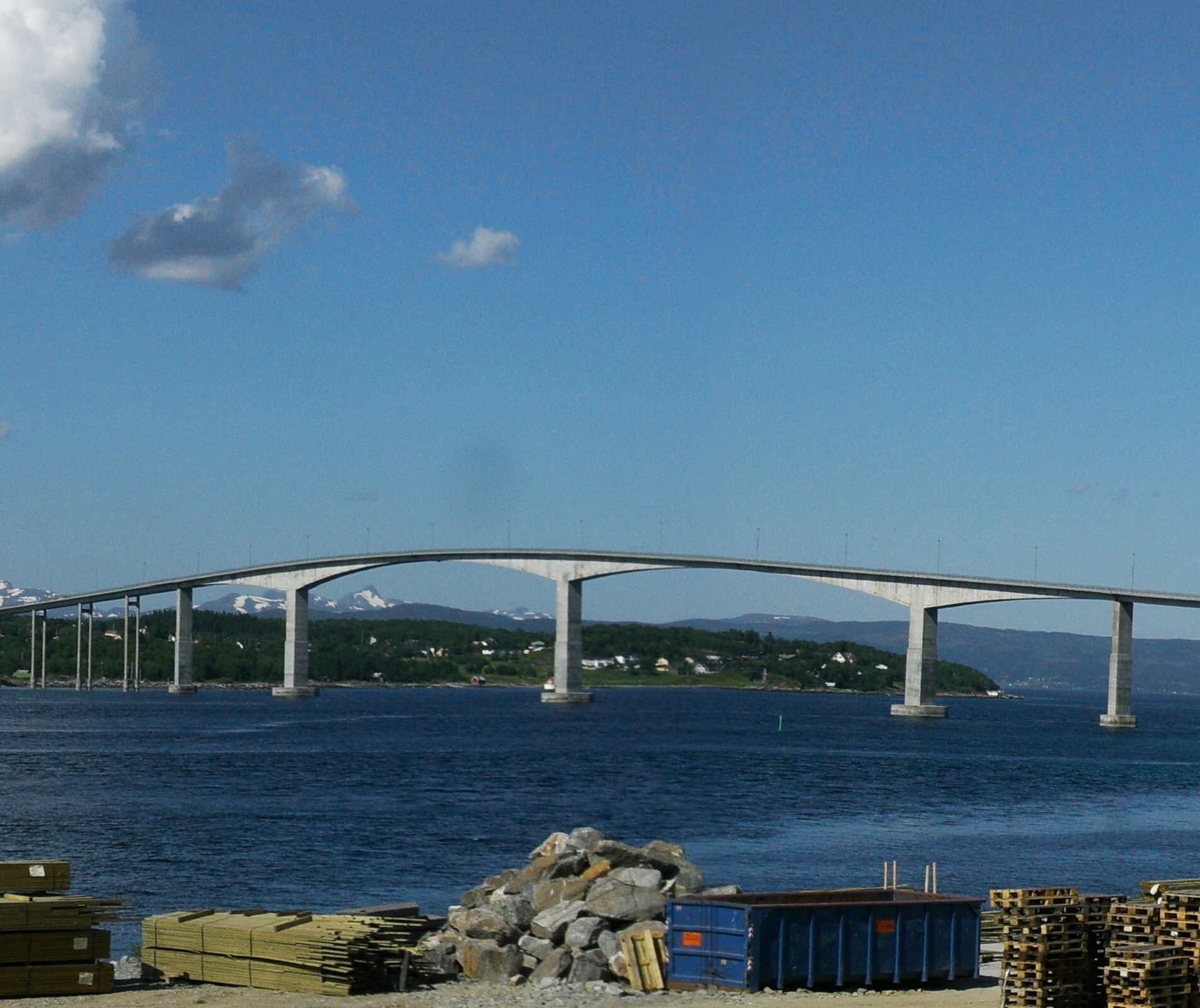
Fylkesväg 86 vid Gisundsbron.
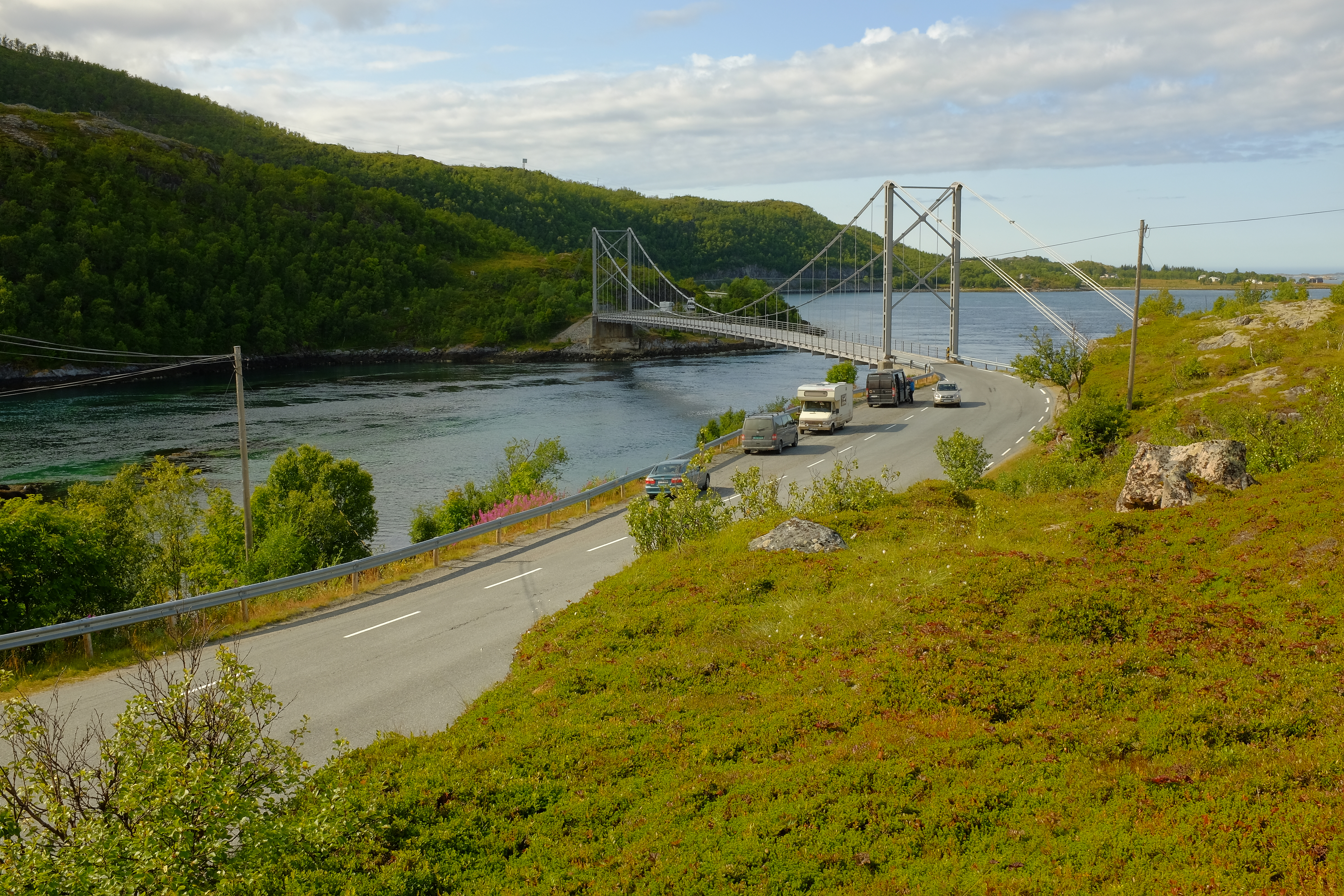
Fylkesväg 86 vid Trangstraumsbron.
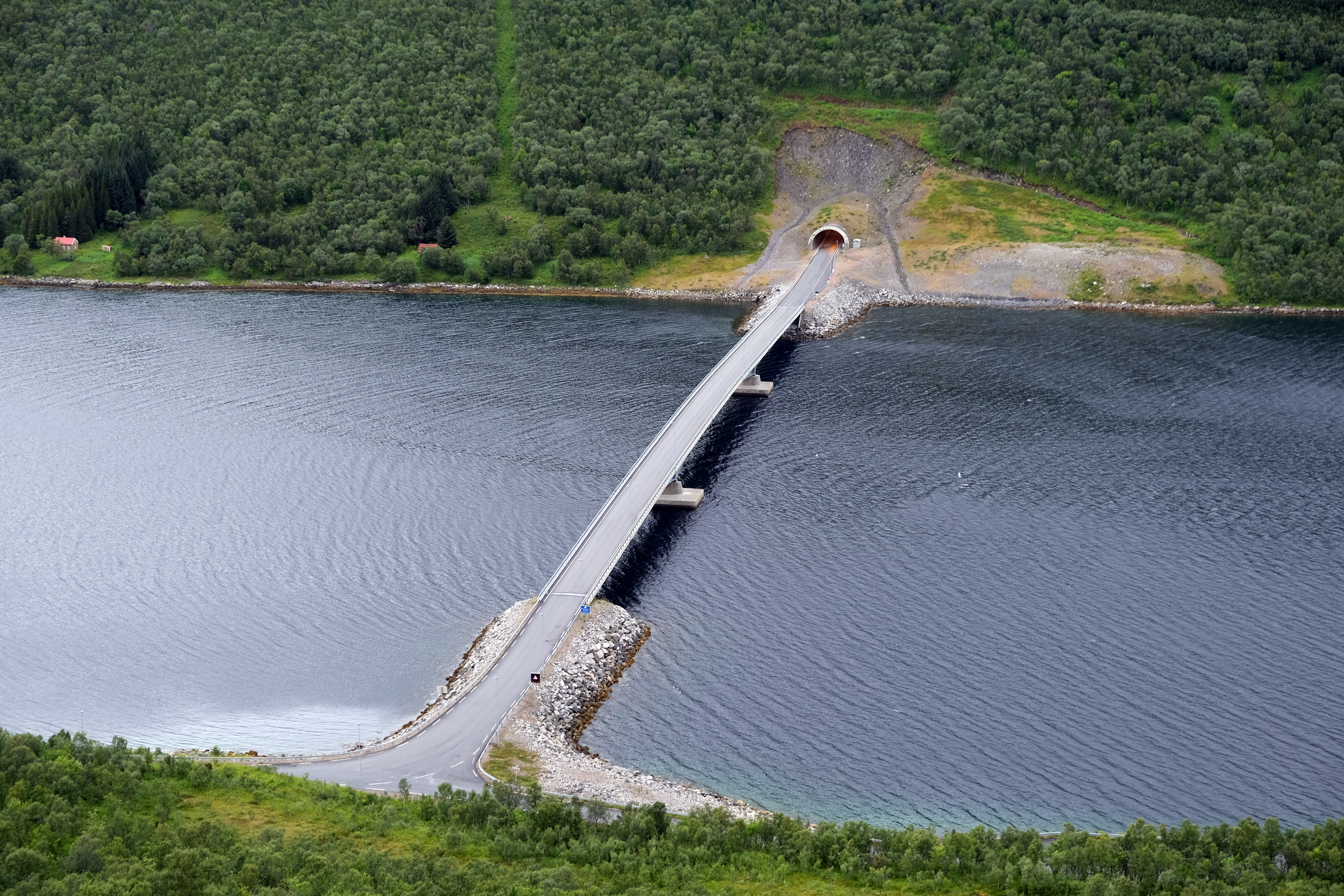
Fylkesväg 86 vid Gryllefjordsbron.